# 吉林街道
吉林街道，是中华人民共和国吉林省长春市二道区下辖的一个乡镇级行政单位。

## 行政区划
吉林街道下辖以下地区：
沿河社区、安乐社区、丹阳社区、万科社区和热电社区。